# Exomis (vestimenta)

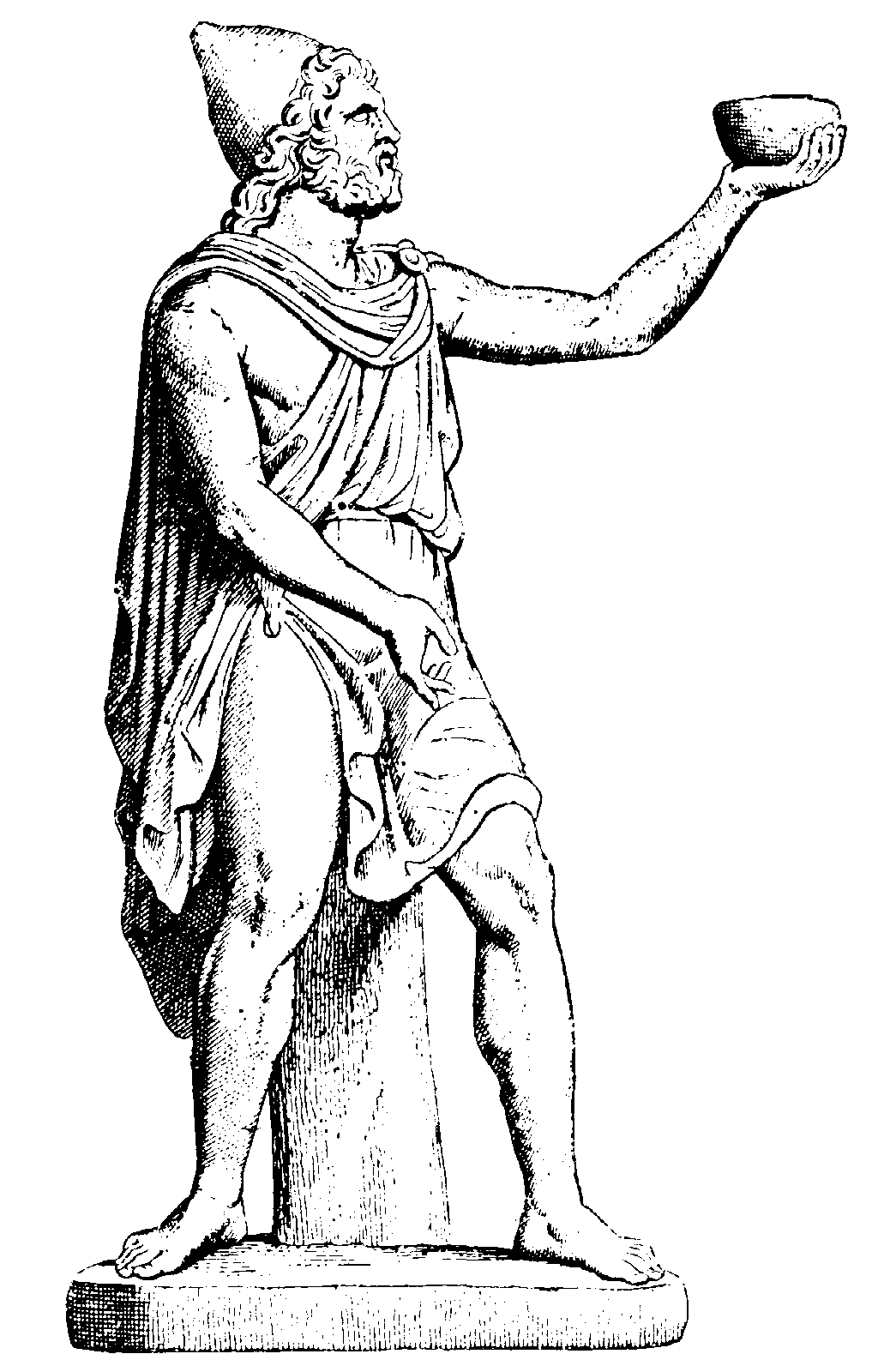
Odiseo con un pileo, un exomis y una clámide.

El exomis (en griego antiguo: ἐξωµίς, romanizado: exômís, genitivo singular: en griego antiguo: ἐξωµίδος, exômídos, de exo: «fuera», y omos: «hombro») fue una túnica griega usada por los trabajadores y la infantería ligera. La túnica reemplazó en gran medida al viejo quitón como la túnica principal de los hoplitas a fines del siglo V a. C. Se componía de dos rectángulos de tela (otros materiales también fueron utilizados), que se unían por los lados para formar un cilindro, dejando suficiente espacio en la parte superior de los brazos. En la parte superior también se dejaba una abertura para la cabeza. El cilindro se recogía en la cintura con un cinturón de tela con un nudo marinero, que hacía que la tela cayera sobre el cinturón, ocultándolo a la vista. Para permitir la libertad de movimiento para el brazo derecho, la costura en el hombro derecho fue separada, y la mano derecha se pasaba a través de la abertura de la cabeza. 
El color de la túnica variaba, pero el rojo (especialmente carmesí) era cada vez más el color estándar preferido por los hoplitas durante y después de la guerra del Peloponeso. El exomis podía ser usado en conjunto con la clámide. A Dédalo y Hefesto se los representaba principalmente vistiendo un exomis.
Vestían también esta prenda los marineros y pescadores, cuyas ocupaciones requerían que quedara libre el brazo derecho.